# Aamsche plas
De Aamsche plas (ook: Aamse plas) is een oppervlaktewater op het industrieterrein van Elst en is ontstaan door de afgraving voor een dam die tussen Nijmegen en Arnhem in de jaren '50 werd aangelegd. De officiële term voor een dergelijke dam is slaperdijk.  De plas is min of meer driehoekig en meet ca 400 bij 600 meter.

## Geschiedenis
Voordat het zand voor de dam werd afgegraven was het een braakliggend terrein ten oosten van Elst. Vroeger werd de plas ook wel ‘Defensiekolk’ of ‘Eisenhowerplas’ genoemd. De aanleg van de dam heeft een militair doel gehad. De aanleg was in de periode van de Koude oorlog. Hij was bedoeld om water tegen te houden, zodat de Betuwe niet onder water zou komen staan, als het gebied van de IJssel onder water zou worden gezet. De IJssel zou op die manier veel breder worden wat de potentiële vijand het moeilijk zou maken de IJssel over te steken.

## Huidig doel
Rondom de plas wordt o.a. gewandeld met de hond.
Verder is de plas foerageergebied en slaapplaats voor vogels.
De plas wordt verbonden met andere watergangen en functioneert dan als waterberging voor het gehele industrieterrein.